# Молош Дмитро Васильович
Дмитро Молош (біл. Дзмітрый Молаш, нар. 10 грудня 1981, Мінськ) — білоруський футболіст, що грав на позиції захисника.
Виступав, зокрема, за клуб БАТЕ, а також національну збірну Білорусі.
Дворазовий чемпіон Білорусі. Володар Кубка Білорусі.

## Клубна кар'єра
У дорослому футболі дебютував 1999 року виступами за команду «Молодечно», в якій того року взяв участь у 8 матчах чемпіонату. 
Протягом 2000 року захищав кольори клубу «Мінськ-2».
Своєю грою за останню команду привернув увагу представників тренерського штабу клубу БАТЕ, до складу якого приєднався 2001 року. Відіграв за команду з Борисова наступні п'ять сезонів своєї ігрової кар'єри. Більшість часу, проведеного у складі БАТЕ, був основним гравцем захисту команди.
Згодом з 2007 по 2012 рік грав у складі команд «Носта», «Сибір» та «Крила Рад» (Самара).
Завершив ігрову кар'єру у команді «Динамо» (Мінськ), за яку виступав протягом 2012—2014 років.

## Виступи за збірні
У 2004 року залучався до складу молодіжної збірної Білорусі.
У 2006 року дебютував в офіційних матчах у складі національної збірної Білорусі.
Загалом протягом кар'єри в національній команді, яка тривала 6 років, провів у її формі 14 матчів.

## Титули і досягнення
Гравець
- Чемпіон Білорусі (2):

БАТЕ: 2002, 2006
- Володар Кубка Білорусі (1):

БАТЕ: 2005-2006
Тренер
- Володар Кубка Латвії (1):

Лієпая: 2020
- Володар Кубка Білорусі (1):

«Торпедо-БелАЗ»: 2022-23
- Володар Суперкубка Білорусі (1):

«Торпедо-БелАЗ»: 2024